# Georg von Lilien

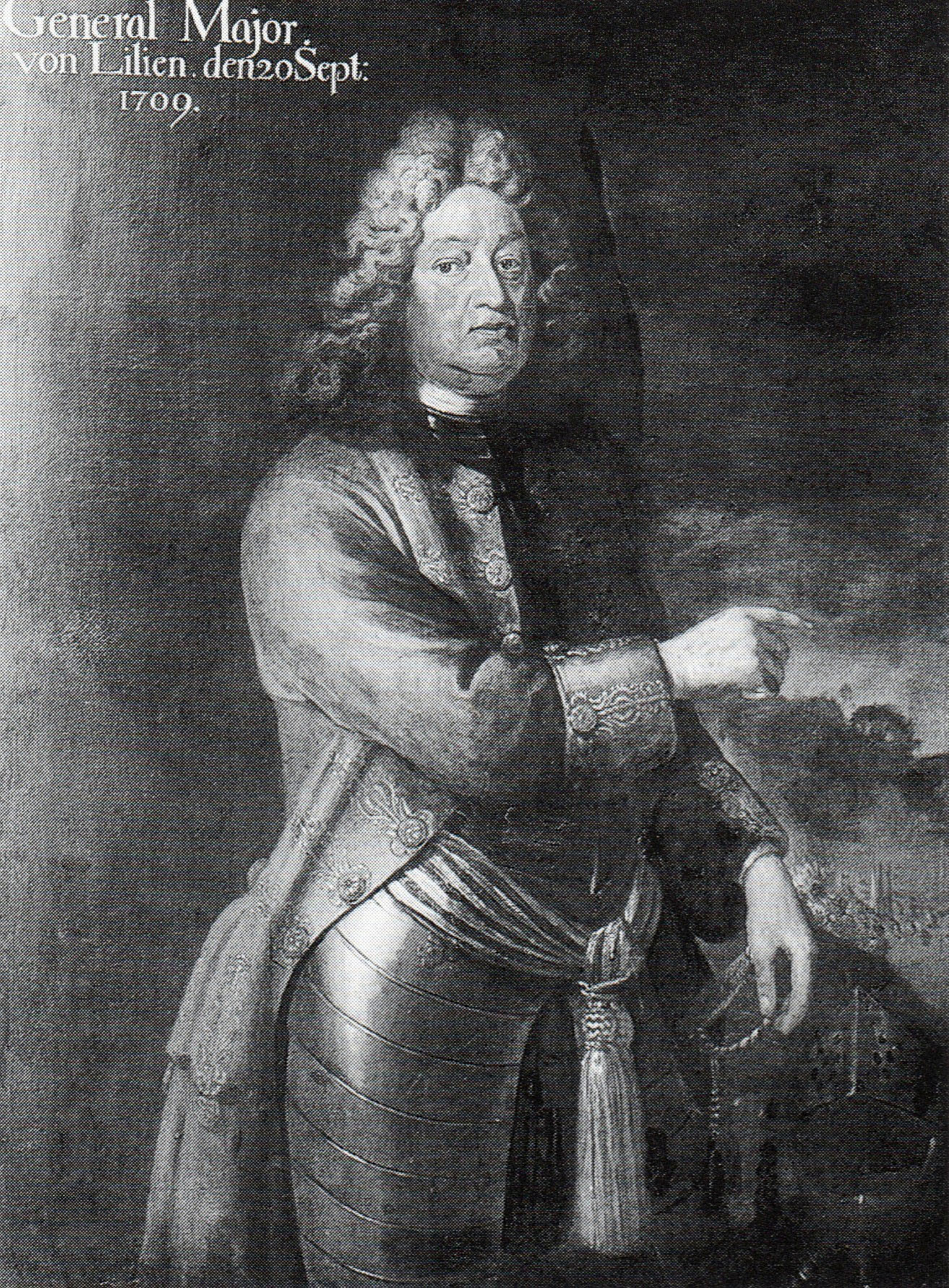
Georg von Lilien als Generalmajor, Ölgemälde von 1714.

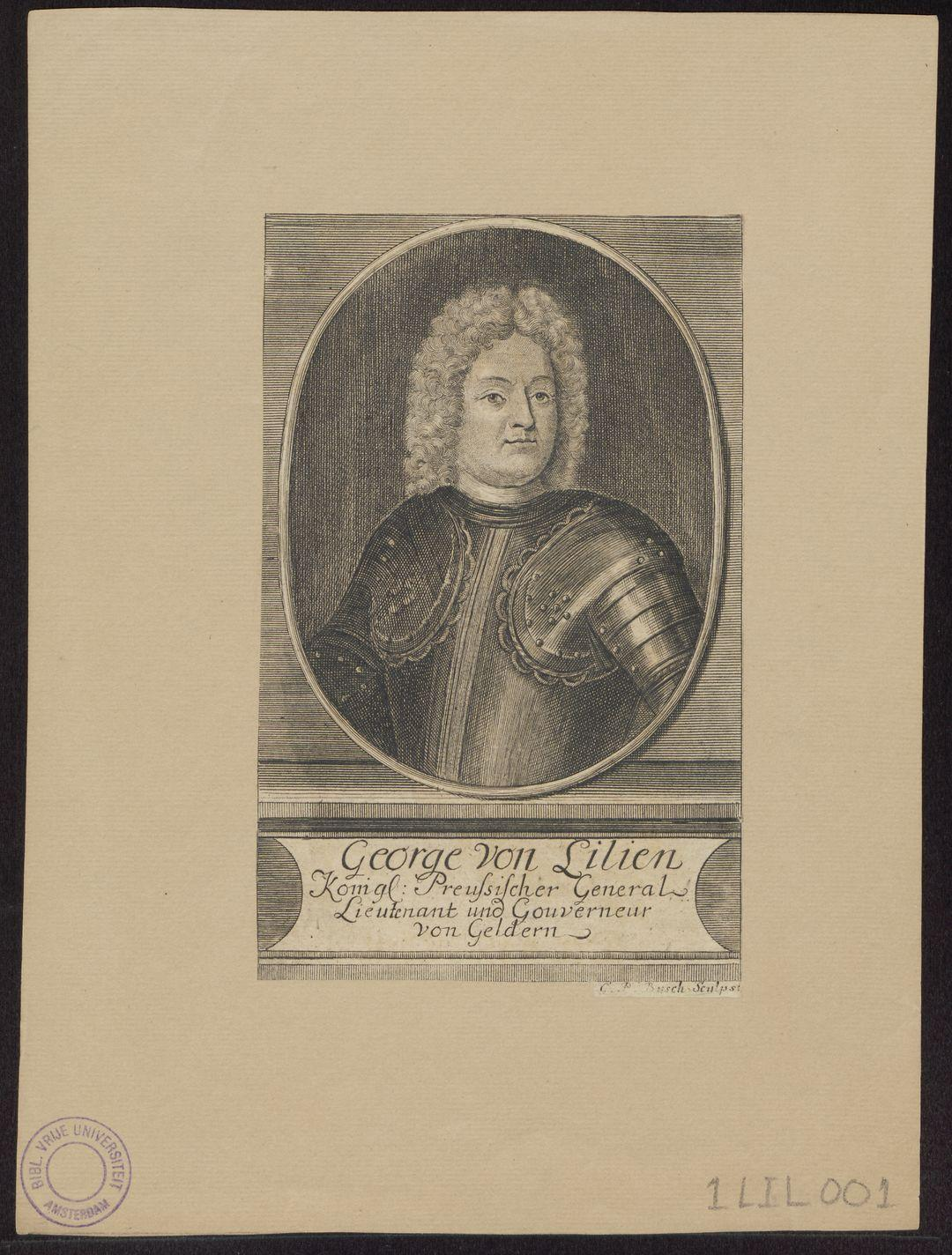
Georg von Lilien (1652–1726)

Georg Lilien, ab 1704 von Lilien, (* 17. Oktober 1652 in Berlin; † 22. Juni 1726 in Wittstock/Dosse) war ein königlich preußischer Generalleutnant, Gouverneur von Geldern und Erbherr auf Zaatzke. Er wurde 1704 in den Adelstand erhoben.

## Leben
Sein Vater war der Probst an der St.-Nikolai-Kirche in Berlin Georg Lilien († 1666). Seine Mutter Emerentiene Lehmann setzte die Erziehung fort. Der Freiherr von Pölnitz versuchte ihn für die Garde zu gewinnen. Aber seine Mutter verhindert dieses und so besuchte er stattdessen die Universitäten in Frankfurt und Jena. Als er seine Studien beendet hatte, war seine Abenteuerlust nicht abgeklungen, so ließ er sich jetzt vom Generalmajor Pölnitz für die Garde anwerben. Er stieg schnell auf und wurde 1688 vom Feldmarschall Schöning zum Hauptmann der Garde ernannt. Gleichzeitig sollte die Garde um mehrere Kompanien vergrößert werden, so wurde Lilien auf Werbung geschickt. Er konnte in Halle in sechs Wochen eine Kompanie von 125 Mann werben. 1709 fand er sich bei der Belagerung von Tournai. Der Feldmarschall von Lottum lobte öffentlich Liliens Kompanie als die Beste.
1691 wurde er Regimentsquartiermeister der Leibgarde. Am 1. Juni 1693 wurde er Major. Am 2. September 1702 wurde er Oberstleutnant und 1705 Oberst. Am 21. Januar 1710 wurde er zum Generalmajor erhoben. Am 28. September 1720 wurde er Generalleutnant, Gouverneur von Geldern sowie Chef des Gelderischen Domainenkommission. Er war auch Chef des Garnisons-Regiments in Geldern (später Füselier-Regiment Nr. 32).

1724 fiel er in Ungnade, als er eigenmächtig einen gepressten Soldaten aus dem Regiment Bardeleben entließ. Er wurde entlassen und bekam ein Gnadengehalt von 600 Talern. Er zog sich auf sein Gut Zaatzke bei Wittstock zurück, wo er 1726 starb.

## Familie
Er war seit 1692 mit Louise Sophie Gericke († März 1749) verheiratet. Das Paar blieb ohne Kinder.